# HMS Grove (L77)
«Гроув» (L77) (англ. HMS Grove (L77)) — військовий корабель, ескортний міноносець типу «Хант» «II» підтипу Королівського військово-морського флоту Великої Британії за часів Другої світової війни.
«Гроув» закладений 28 серпня 1940 року на верфі компанії Swan Hunter, у Тайн-енд-Вірі. 29 травня 1941 року він був спущений на воду, а 5 лютого 1942 року увійшов до складу Королівських ВМС Великої Британії.
Ескортний міноносець «Гроув» брав участь у бойових діях на морі в Другій світовій війні, бився у Північній Атлантиці та в Середземному морі, супроводжував арктичні конвої. За проявлену мужність та стійкість у боях бойовий корабель заохочений трьома бойовими відзнаками.

## Історія служби

### 1942
1 березня 1942 року з порту Рейк'явіка до Мурманська у супроводі ближнього ескорту вирушив конвой PQ 12, який налічував 16 вантажних суден зі стратегічно важливими матеріалами та військовою технікою для Радянського союзу. 3 та 5 числа з Рейк'явіка та зі Скапа-Флоу відповідно вийшли сили далекого океанського супроводження. У той же час з Росії вийшов назустріч конвой QP 8. Місцем рандеву для транспортних конвою та кораблів ескорту визначався норвезький острів Ян-Маєн.
За даними британської розвідки на перехоплення транспортних конвоїв німці зібрали рейдову групу на чолі з лінкором «Тірпіц». Невдовзі після виходу німецького рейдера з норвезького фіорду підводний човен «Сівулф» виявив його у відкритому морі. Обидва угруповання кораблів здійснили спробу напасти на противника, але марно. Урешті-решт «Тірпіц» повернув додому, а 12 березня 1942 року конвой PQ 12 благополучно прибув до Мурманська, не втративши жодного корабля чи судна.
27 березня 1942 року британський есмінець «Кеппель», що супроводжував ескортом конвой WS 17 за допомогою сучасного обладнання з радіовиявлення по двох радіомаяках у ВЧ-діапазоні виявив німецький підводний човен U-587. Взаємоузгодженою атакою глибинними бомбами есмінців 2-ї ескортної групи «Гроув», «Альденгам», «Волонтір» і «Лімінгтон» ворожа субмарина була знищена.
12 червня 1942 року «Гроув» був уражений двома торпедами німецького підводного човна U-77 північніше єгипетського Соллума; за 14 хвилин корабель затонув, загинуло 110 моряків.